# Modelo, Chiapas
Modelo är en ort i Mexiko.   Den ligger i kommunen Ixtapa och delstaten Chiapas, i den sydöstra delen av landet, 700 km öster om huvudstaden Mexico City. Modelo ligger 1 014 meter över havet och antalet invånare är 884.
Terrängen runt Modelo är huvudsakligen kuperad, men den allra närmaste omgivningen är platt. Modelo ligger nere i en dal. Runt Modelo är det ganska tätbefolkat, med 111 invånare per kvadratkilometer. Närmaste större samhälle är Chiapa de Corzo, 17,1 km sydväst om Modelo. I omgivningarna runt Modelo växer huvudsakligen savannskog.